# Scopula aequifasciata
Scopula aequifasciata là một loài bướm đêm trong họ Geometridae.